# جوردان بيكفورد
جوردان لي بيكفورد (بالإنجليزية: Jordan Lee Pickford)، هو لاعب كرة قدم يجيد اللعب ك‍حارس مرمى. يلعب مع نادي إيفرتون ومنتخب إنجلترا لكرة القدم منذ عام 2017.

## وصلات خارجية
جوردان بيكفورد على موقع الاتحاد الأوربي (الإنجليزية)
- جوردان بيكفورد على موقع قاعدة بيانات كرة القدم.إي يو (الإنجليزية)
- جوردان بيكفورد على موقع ليكيب (الفرنسية)
- جوردان بيكفورد على موقع ناشيونال فوتبول تيمز (الإنجليزية)
- جوردان بيكفورد على موقع Soccerbase.com (لاعب) (الإنجليزية)
- جوردان بيكفورد على موقع Soccerway.com (الإنجليزية)
- جوردان بيكفورد على موقع عالم كرة القدم.نت (الإنجليزية)
- جوردان بيكفورد على موقع كووورة
- جوردان بيكفورد على موقع AS.com (الإسبانية)